# Kanonbåden Krieger
Kanonbåden Krieger var et dansk krigsskib, der blev søsat i 1861 og som hejste kommando samme år. Krieger blev bygget hos Baumgarten & Burmeister. Sammen med fem tilsvarende kanonbåde omtales skibene som Thura-klassen. Det var opkaldt efter søofficeren Christian Krieger, der døde i 1849 ombord på linjeskibet Christian den Ottende under slaget i Egernførde Fjord.

## Konstruktion
Thura-klassen var ret simple konstruktioner - udfordringen i dem var, at Orlogsværftet for første gang skulle bygge skibe af jern. Tre af skibene blev bygget hos Baumgarten og Burmeister, herunder Krieger, der havde værftets byggenummer 13. Værftet leverede også skibets dampmaskine, der ydede 170 HK. Foruden dampmaskineriet var skibets to master forsynet med rigning, så der kunne suppleres med sejl. Skibets to kanoner var anbragt i hver sin udbygning ("svalerede") foran skorstenen, og der var tale om 30-punds glatløbet skyts med kanonvægt på 50 centner og kaliber 16,2 cm L/18. I 1868 blev kanonerne udskiftet med riflede 24-punds (15,4 cm), stadig med kanonvægt 50 centner. De nye kanoner var langt mere træfsikre. I midten af 1870'erne blev de svære kanoner suppleret med to 9 cm (4 punds) riflede forladere, der både kunne bruges til signalgivning og til forsvar mod mindre skibe. Efter ombygningen til opmålingsskib blev kanonerne udskiftet med to 37 mm kanoner.

## Tjeneste
Krieger var udrustet under den 2. slesvigske krig, hvor skibet - sammen med Buhl og Marstrand - blandt andet var udstationeret ved Fehmern. Hensigten var at forhindre en preussisk besættelse af øen, men preusserne nåede alligevel over til øen i ly af mørket, natten mellem den 14. og 15. marts 1864. De følgende 20 år havde Krieger vekslende tjeneste som transportskib, som øvelsesskib for kadetter og som deltager i øvelseseskadrer. I 1882 var Krieger første gang udrustet til opmåling, og i 1885 blev det officielt klassificeret som opmålingsskib. Krieger blev ombygget til opmålingstjeneste, med et dækshus, hvor kanonerne havde stået, og i 1891-1892 fik skibet nyt maskineri fra B&W. Opmålingsarbejdet var en møjsommelig affære, der typisk bestod i at bestemme skibets position og derefter tage lodskud for at måle havdybden og tegne dybden ind på et søkort. Derefter skiftede skibet position og processen gentog sig. Opmålingsarbejdet blev ind imellem afbrudt af opgaver med fiskeriinspektion, blandt andet i 1905, 1908 og 1910. I 1910 var der så mange udenlandske trawlere at holde øje med, at da besætningen skulle til København for at overtage afløserskibet, Guldborgsund, valgte Marinen i stedet at lade overførslen af besætningen foregå i Lemvig, så der ikke skete afbræk i overvågningen. Da 1. verdenskrig brød ud i 1914, blev Krieger 1. august en del af Marinens Sikringsstyrke, hvor det indgik i 2. suppleringsstyrke med vagt- og patruljetjeneste. Fra 1919 blev opmålingarbejdet genoptaget, og i januar 1925 udgik Krieger af flådens tal, og blev solgt til ophugning.